# وزارت فرهنگ آرژانتین

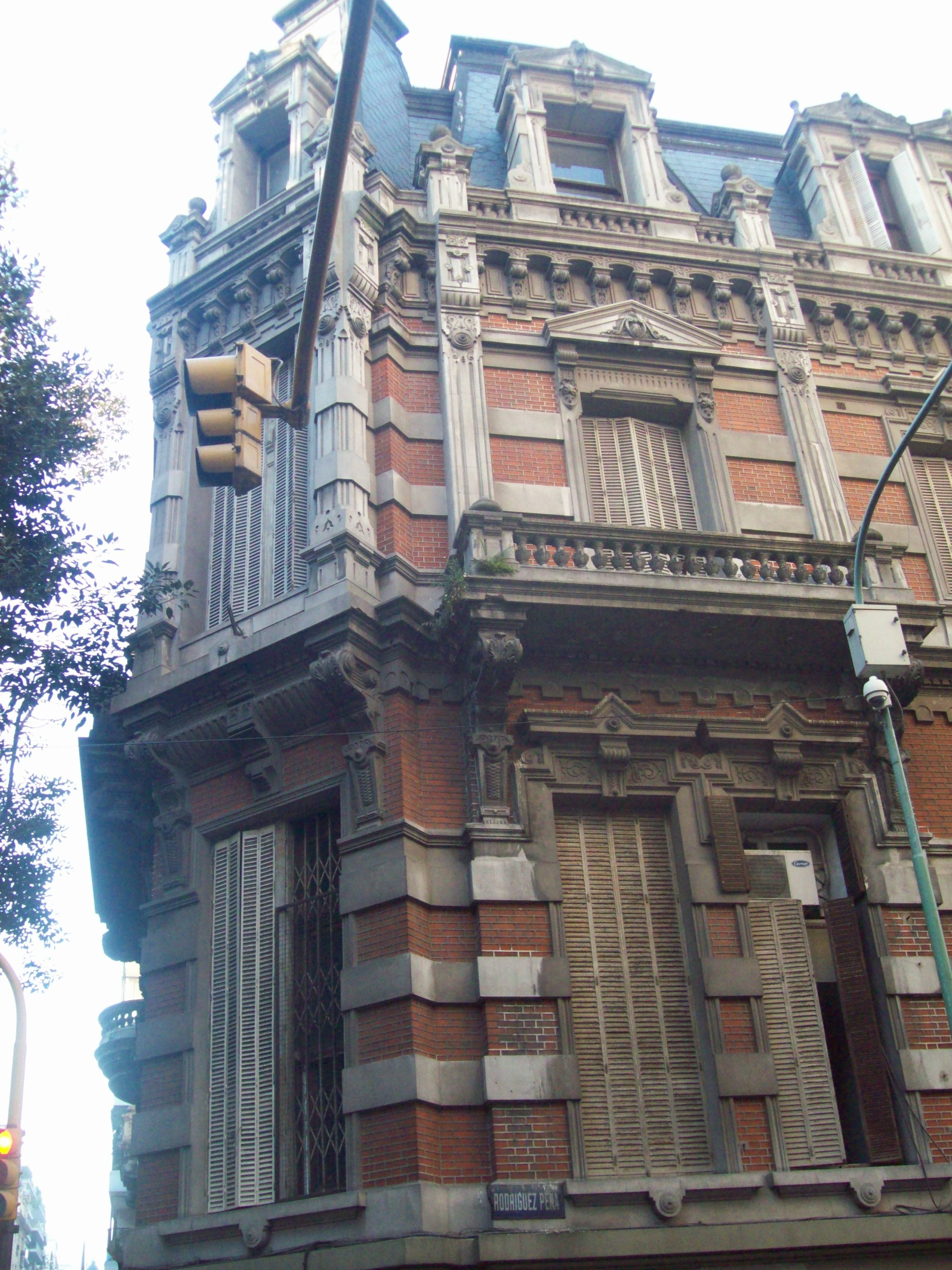
ساختمان وزارت‌خانه‌

وزارت فرهنگ آرژانتین (به اسپانیایی: Ministerio de Cultura de la Nación Argentina) با فرهنگ آرژانتین سروکار دارد. این وزارت‌خانه در سال ۲۰۱۴ ایجاد شد. پیش از تشکیل وزارت‌خانه، وزیر امور خارجه با مسائل مربوط به فرهنگ مشورت کرده و به طور مستقیم به رئیس جمهور گزارش می‌داد. نخستین وزیر فرهنگ کارلوس گروستیسا بود که پس از بازگشت دموکراسی در سال ۱۹۸۳ به روی کار آمد.